# Municipio de Lincoln (condado de Harrison, Misuri)
El municipio de Lincoln (en inglés: Lincoln Township) es un municipio ubicado en el condado de Harrison en el estado estadounidense de Misuri. En el año 2010 tenía una población de 105 habitantes y una densidad poblacional de 0,96 personas por km².

## Geografía
El municipio de Lincoln se encuentra ubicado en las coordenadas 40°32′7″N 94°10′56″O / 40.53528, -94.18222. Según la Oficina del Censo de los Estados Unidos, el municipio tiene una superficie total de 109.3 km², de la cual 108,78 km² corresponden a tierra firme y (0,47 %) 0,52 km² es agua.

## Demografía
Según el censo de 2010, había 105 personas residiendo en el municipio de Lincoln. La densidad de población era de 0,96 hab./km². De los 105 habitantes, el municipio de Lincoln estaba compuesto por el 100 % blancos. Del total de la población el 0 % eran hispanos o latinos de cualquier raza.